# Alexander Rutherford
Alexander Cameron Rutherford (nacido el 2 de febrero de 1857 en Ormond, Ontario - fallecido el 11 de junio de 1941 en Edmonton, Alberta) fue un  político canadiense, conocido por ser el primer Primer ministro de Alberta de 1905 a 1910.

## Primeros años
Alexander Rutherford nació el 2 de febrero de 1857, cerca de Ormond, Ontario en la granja lechera de su familia. Sus padres, James (1817-1891) y Elspet "Elizabeth" (1818-1901) Cameron Rutherford, habían emigrado de Escocia dos años anteriores. Se unieron a la Iglesia Bautista, y su padre se unió al Partido Liberal de Canadá y sirvió durante un tiempo en el Consejo de la aldea de Osgoode.